# Taranis
Taranis, Taranus či Tanarus je galský bůh hromovládce. Podle Marca Lucana byl spolu s Toutatem a Esem nejdůležitějším galským božstvem, ale podle archeologických nálezů se zdá že jeho kult nejspíše nebyl příliš rozšířen, jeho jméno bylo nalezeno pouze na sedmi oltářích, zpravidla nijak okázalých, nalezených od Británie po Balkán. Je možné, že muž utopený ve 4. století př. n. l. v rašeliništi u Lindowa byl obětován jemu či Teutatovi.
Jméno Taranis lze spojit se staroirským torann a velšským taran, oboje ve významu „hrom“. Tato slova vychází z praindoevropského kořene *trHon „hrom“, stejně jako jména dalších indoevropských hromovládců: germánského Donara-Thóra a chetitského Tarhunny nebo také latinské tonare „hřmít“ a védské (s)tan- „hrom“.
Velšským protějškem Taranida může být hrdina Taran, který přežil velkou bitvu popisovanou v Mabinogi.

## Písemné prameny

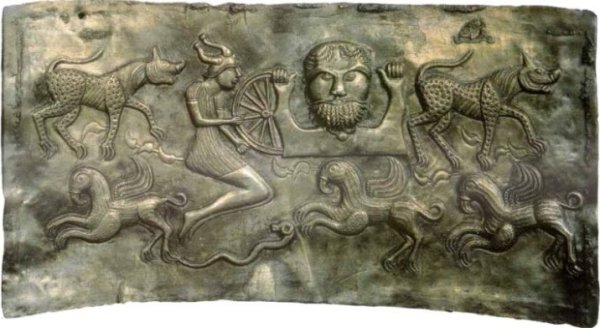
Možné zobrazení Taranida s kolem na Gundestrupském kotli

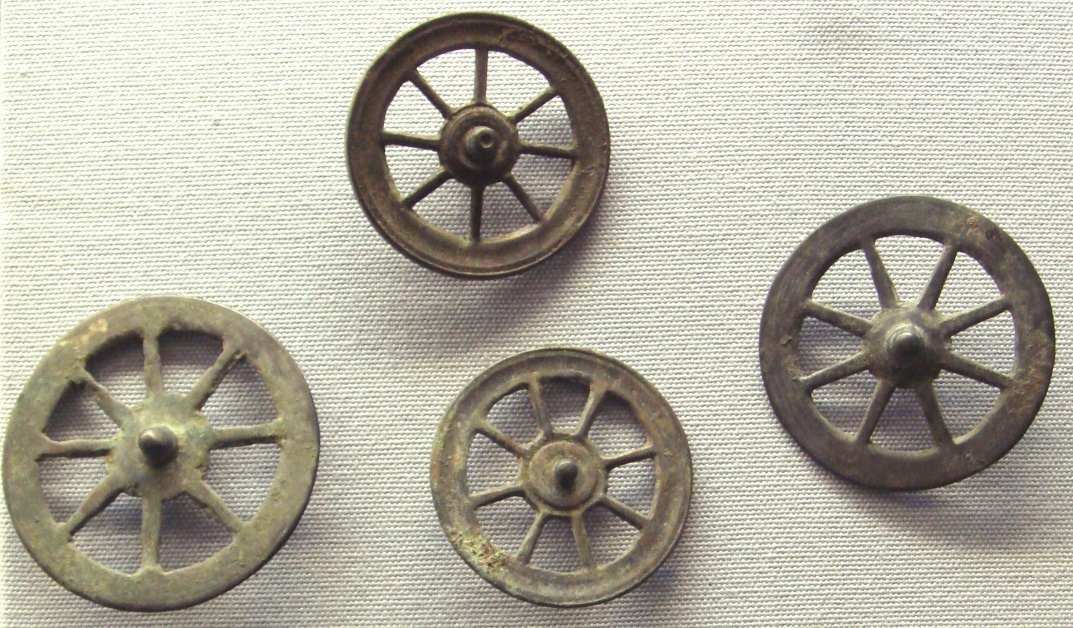
Votivní kolečka zvané Rouelles jsou předměty spjaté s Taranovým kultem

Mezi písemné prameny zmiňující Taranida patří pouze epos římského básníka Marca Lucana z 1. století Farsalské pole a komentář k tomuto dílu, zvaný Bernské komentáře, který však pochází až z 9. století. Lucanus uvádí následující galské bohy ctěné lidskými oběťmi:
| „ | ...příšernou krvavou oběť tam Teutatovi nosí, krutému božstvu, a hroznému Esovi v svatyni hrůzné, oltáři Taranise – je krutý jak Diāna skythská. | “ |

Bernské komentáře označují Taranida za pána války a ztotožňují jej s Jupiterem, ale zároveň také s Dis Paterem, což je římské božstvo, které Caesar ztotožnil s vládcem mrtvých od kterého Galové odvozují svůj původ. Komentáře dále uvádí specifický způsob usmrcení lidských obětí daným třem božstvům, Taranidovi upálením v dřevěné bedně.

## Hypotézy

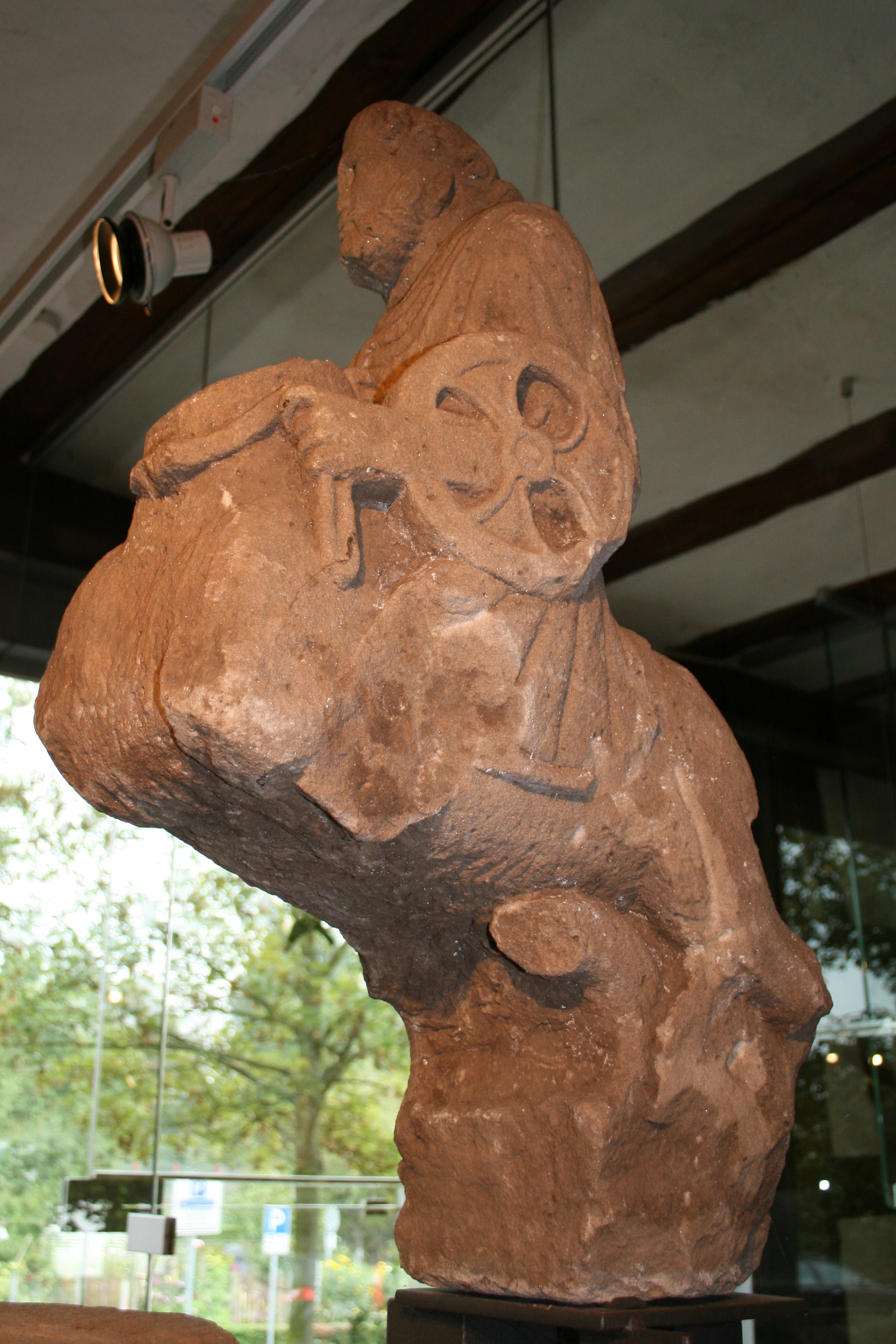
Socha Taranida Jupitera, římské muzeum Obernburg

Podle Jaana Puhvela odpovídá trojice Taranis, Teutates, Esus římské archaické triádě Jupiter, Mars, Quirinus a severské Thór, Ódin, Frey. Taranida tak chápe jako v rámci trojfunkční hypotézy jako božstvo válečného stavu.
McKillop odmítá, s ohledem na další písemné prameny a archeologické doklady, ztotožnění Taranida s Dis Paterem uvedené v Bernských komentářích a Dis Patera spojuje spíše se Sucellem.